# Internet Explorer for Mac
Internet Explorer for Mac（インターネット エクスプローラ フォー マック、Internet Explorer Mac、Internet Explorer Macintosh Edition）は、かつてマイクロソフトによってMac OS X、Classic Mac OS向けに提供されていたウェブブラウザである。1996年に公開され、翌1997年からは従来同梱されていたNetscape Navigatorに代わってMac標準搭載のウェブブラウザとなった。
最初期のバージョンはWindows版Internet Explorerと同じコードベースによって開発され高い互換性を維持していたものの、後年になると徐々に互換性が低下していった。特に最終版となったバージョン5では独自のレンダリングエンジンを搭載していたため、当時独占的な地位を築き上げていたWindows版Internet Explorer向けのWebページの一部が利用困難になるなど、MacにおけるWeb環境の重枷となっていった。Appleは2003年、Mac標準搭載のウェブブラウザを自社開発のSafariに置き換えたため、それに伴ってInternet Explorer for Macの開発・提供も終了した。

## 沿革
1996年1月にマイクロソフトのウェブサイトで無償公開された「Internet Explorer 2.0 for Macintosh」がMac向けとしては初めてのバージョンである。同年11月にはバージョン3が登場し、HTML 3.2やCSSをサポートした。またJavaやActiveXをサポートし、Netscapeプラグインをサポートした。
1997年8月に登場した「Internet Explorer 4.0 for Macintosh」は、発表と同時にマイクロソフトとApple Computer（現：Apple）との間で交わされた5年間の業務提携により、Mac OS 8.1からMacintoshのデフォルトのウェブブラウザとなった。
2000年1月に登場した「Internet Explorer 5 Macintosh Edition」は従来のTridentに代わり、Tasmanと呼ばれるHTMLレンダリングエンジンを導入した。Tasmanは当時としては最新のHTML 4.0、XML 1.0、CSS 1.0と2.0、PNG、DHTML、ECMAScript 262などの標準規格に多く対応したが、一方でTrident搭載によるWindows版との互換性というメリットは失われた。また、外観の変更が行われ、iMacのような色使いなどに変更された。色は9色用意され、好みに合ったものに変更することができた。独自の機能として、ウェブページをまとめて保存することができる「インターネット スクラップブック」や、複数のオークションの内容と状態を管理する「オークション マネージャー」などが追加された。バージョン5.2ではMac OS Xで導入したQuartzに対応した。
2001年にはWindows向けにバージョン6が公開されたものの、Mac向けのバージョン6が登場することは結局なく、バージョン5系統が最終版となった。前述の5年間の業務提携が満了となる2002年に登場したMac OS X v10.2が、Internet Explorer for Macをデフォルトのブラウザとする最後のMac OS Xとなった。翌年のMac OS X v10.3からはAppleが開発するSafariがデフォルトのウェブブラウザとなった。
2003年6月13日に、マイクロソフトはInternet Explorer for Macの開発終了を発表した。そして2005年12月31日をもってサポート終了、2006年1月31日に公開を終了し、以後はSafariなど他のウェブブラウザに移行するよう薦めるアナウンスを行った。
なお、2007年9月15日から9月16日にかけて行われたMozilla 24にて、macOS向けのInternet Explorerの開発について、予定はないとしながらもユーザーの要望が多ければ前向きに検討したいとした。しかし Internet Explorer としては実現することはなく、下記の Microsoft Edge によって、Internet Explorer 5 for Mac提供終了から20年近いブランクを挟んでMac向けウェブブラウザの提供が実現されることとなった。

### macOS版Microsoft Edge
2020年、マイクロソフトはWindows版Internet Explorerの後継であるEdgeHTML版Microsoft Edgeの開発を終了し、Chromium をベースに再構築した。Chromium自体がもともとクロスプラットフォーム対応であったこともあり、Microsoft EdgeもmacOS版が提供された。

## バージョン情報
| Mac OS用   | Mac OS用             | Mac OS用                                                     |
| バージョン | 公開日               | 内容                                                         |
| ---------- | -------------------- | ------------------------------------------------------------ |
| 2.0        | -                    |                                                              |
| 2.1        | -                    |                                                              |
| 3.0        | 1997年1月16日        | 日本語版の登場                                               |
| 3.0a       | -                    |                                                              |
| 3.01a      | -                    |                                                              |
| 4.0        | 1998年2月18日        | 漢字Talk 7.5.3またはそれ以上、68030とPowerPCに対応           |
| 4.5        | 1999年2月11日        | ColorSync対応、漢字Talk 7.5.3またはそれ以上、PowerPCのみ対応 |
| 4.5.1      | 1999年12月22日       |                                                              |
| 5.01       | 2000年3月28日        |                                                              |
| 5.1        | 2002年4月17日        | Mac OS 8.1以降に対応                                         |
| 5.1.3      | -                    |                                                              |
| 5.1.4      | -                    |                                                              |
| 5.1.5      | 2002年7月8日         |                                                              |
| 5.1.6      | 2002年9月            |                                                              |
| 5.1.7      | 2003年7月11日        |                                                              |
| Mac OS X用 |                      |                                                              |
| バージョン | 公開日               | 内容                                                         |
| 5          | 2000年5月（PST）     | Mac OS X Developer Preview 4                                 |
| 5.1.1      | -                    |                                                              |
| 5.1.2      | 2001年9月29日        |                                                              |
| 5.1.3      | 2001年10月24日       | MS01-053としてリリース                                       |
| 5.1.4      | 2002年4月            |                                                              |
| 5.2        | 2002年6月17日（PST） |                                                              |
| 5.2.1      | 2002年7月8日         |                                                              |
| 5.2.2      | 2002年9月            |                                                              |
| 5.2.3      | 2003年6月17日        | 公式なサポートOSはリリース時のMac OS X v10.2まで             |